# Ушхайта
Ушха́йта — улус в Кижингинском районе Бурятии. Входит в сельское поселение «Кижингинский сомон».

## География

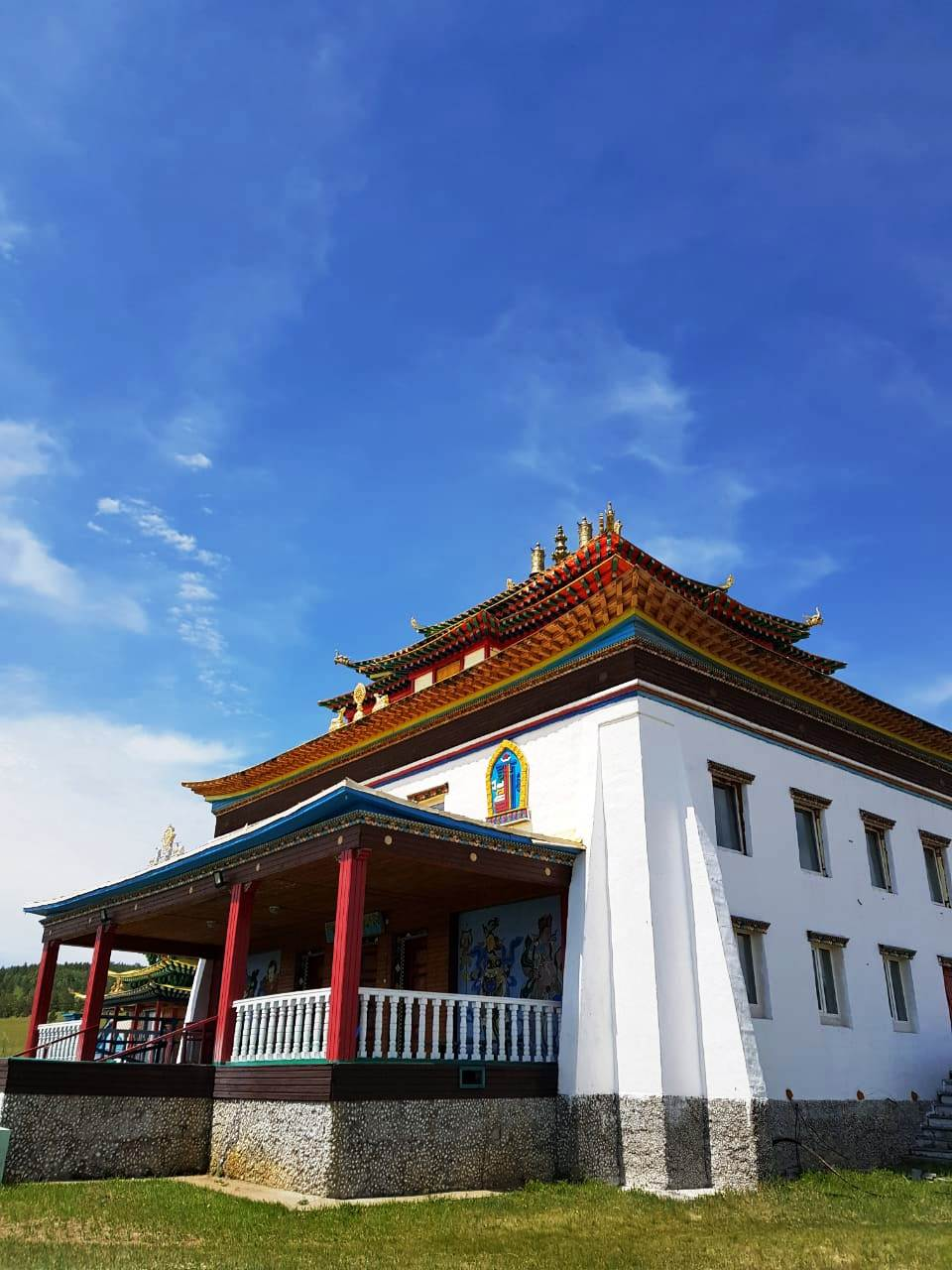
Дацан в улусе Ушхайта

Улус расположен на левобережье реки Кижинги, в 5,5 км к юго-западу от центральной части села Кижинга, на республиканской автодороге 03К-010 Улан-Удэ — Заиграево — Кижинга.

## История
Населённый пункт создан в начале 1930-х годов, в нём тогда базировался колхоз «Комсомол» (председатель Шагдаржап Цыбанов, впоследствии ставший народным комиссаром юстиции республики). 

## Население
| 2002 | 2010 |
| ---- | ---- |
| 594  | ↘545 |

## Памятники
Памятник героям-землякам, погибшим в годы Великой Отечественной войны (открыт в 1967 году).

## Известные люди
- Галанов, Цырен Раднаевич (1932-2009) — российский бурятский писатель и поэт, Народный писатель Бурятии, Заслуженный работник культуры Российской Федерации[5].
- Дашабылов, Георгий Цыренович — бурятский поэт, прозаик, драматург, Заслуженный работник культуры Бурятии[6].
- Динганорбоева, Жажан Владимировна ― российская театральная бурятская актриса, Заслуженная артистка Республики Бурятия (2006), Народная артистка Республики Бурятия (2021), актриса Бурятского театра драмы имени Х. Н. Намсараева[7].